# Picatrix

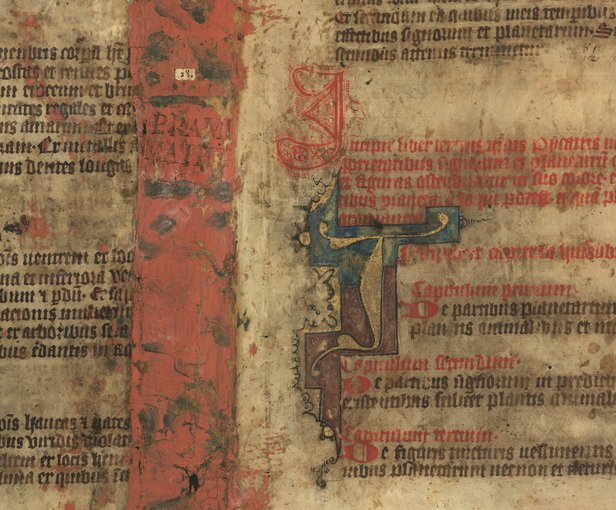
Rukopis Picatrixu, přibližně počátek 15. století

Picatrix je středověký text, encyklopedická práce zabývající se magií založenou na astrologii a systému korespondencí, a odvolávající se na Herma Trismegista, mytického zakladatele hermetismu. Magie Picatrixu sestává především z výroby a užití různých talismanů na které jsou vyryta astrologická znamení, a použití zrcadla ke komunikaci s dušemi zemřelých či božským duchem. Má fungovat skrze sílu imaginace, která je člověku dostupná skrze jeho „logickou duši“, kterou je nadán na rozdíl od zvířat, a skrze sílu zvanou pneuma. Obsahuje například rituál díky kterému se má člověk potkat se svou „dokonalou přirozeností“ a dosáhnout tak moudrosti a znalosti tajných věd. Picatrix je překladem arabského originálu Gaját al – hakím (غاية الحكيم) „Cíl mudrce“, který byl přeložen do španělštiny v roce 1256 na příkaz kastilského krále Alfonse Moudrého, a poté do latiny. V Evropě se nejvýznamnějším magickým textem své doby, ale na konci středověku byl téměř zapomenut, ale velké obliby znovu dosáhl v renesanční magii. Picatrix silně ovlivnil Marsilia Ficina.